# Брант, Джерри ван
Дже́рри ван Брант младший (англ. Jerry van Brunt Jr.) — американский кёрлингист.
В составе мужской сборной США участник чемпионата мира 1983 (заняли шестое место). Чемпион США среди мужчин (1983).
Играл на позиции третьего и четвёртого.

## Достижения
- Чемпионат США по кёрлингу среди мужчин: золото (1983).

## Команды
| Сезон   | Четвёртый        | Третий           | Второй        | Первый        | Турниры                        |
| ------- | ---------------- | ---------------- | ------------- | ------------- | ------------------------------ |
| 1982—83 | Дон Купер        | Джерри ван Брант | Билли Шипстед | Джек Макнелли | ЧСШАМ 1983 · ЧМ 1983 (6 место) |
| 2010—11 | Джерри ван Брант | Jim Hideman      | Brett Gleeson | Brock Gleeson | [ 4 ]                          |
| 2016—17 | Джерри ван Брант | David Van Brunt  | Jon Schiestel | David Brekke  | ЧСШАВ 2017 (16 место)          |

(скипы выделены полужирным шрифтом)